# Chenailler-Mascheix
Chenailler-Mascheix è un comune francese di 175 abitanti situato nel dipartimento della Corrèze nella regione della Nuova Aquitania.

## Società

### Evoluzione demografica
Abitanti censiti